# Leloboko (Amfoang Selatan)
Leloboko is een bestuurslaag in het regentschap Kupang van de provincie Oost-Nusa Tenggara, Indonesië. Leloboko telt 1175 inwoners (volkstelling 2010).